# Dermatodidymocystis viviparoides
Dermatodidymocystis viviparoides är en plattmaskart. Dermatodidymocystis viviparoides ingår i släktet Dermatodidymocystis och familjen Didymozoidae. Inga underarter finns listade i Catalogue of Life.